# Eugène Burnand

Eugène Burnand

Charles Louis Eugène Burnand (* 30. August 1850 in Moudon; † 4. Februar 1921 in Paris) war ein Schweizer Maler und Illustrator.

## Leben
Eugène Burnand wurde in Moudon als Sohn des Waffenfabrikanten Edouard Burnand geboren. Die Familie Burnand stellte in Moudon die lokale Elite und war auch im Kanton Waadt und auf nationaler Ebene einflussreich. Seinem Vater, der zusammen mit Joseph Prélat ein nach ihm benanntes Gewehr erfunden hatte, gehörte die 1857 gegründete Waffenfabrik Neuhausen, die in die spätere SIG Combibloc Group einging. Burnand lieferte hauptsächlich nach Italien und an die Schweizer Armee, deren Waffenchef der Artillerie er ab 1870 war. Burnands Onkel war der Militär, Nationalrat, Versicherungsunternehmer und Bankier (Caisse d'épargne du district de Moudon) Charles Burnand.
Eugène Burnand besuchte die Schulen in Schaffhausen und studierte 1868–1871 Architektur an der ETH in Zürich, dann nahm er ab 1872 Malstunden bei Barthélemy Menn in Genf und um 1876 bei Jean-Léon Gérôme in Paris. Im nahen Versailles, wo er von 1878 bis 1884 wohnte, erlernte er bei Paul Girardet verschiedene druckgrafische Techniken, wie Radierung und Kupferstich, und ehelichte 1878 dessen Tochter Julie Antonine Girardet. 1876–1877 weilte Burnand in Rom, gleichzeitig wirkte er bis etwa 1896 an der Pariser Wochenzeitschrift L’Illustration mit. Zudem arbeitete Burnand als Buchillustrator; so illustrierte er beispielsweise Mireille von Frédéric Mistral, Contes du Lundi von Alphonse Daudet, oder Légendes des Alpes vaudoises von Alfred Cérésole. Der Salon de Paris bedachte ihn 1882 und 1883 mit Auszeichnungen für Gravur und Malerei. An den Weltausstellungen von Paris der Jahre 1889 und 1900 erhielt er Goldmedaillen.
Im Dezember 1892 verstarb sein Vater, was ihn finanziell weiter absicherte. 1893 zog er nach Montpellier im Süden Frankreichs und wurde im selben Jahr zum Ritter der Ehrenlegion ernannt. Ab 1895 wandte sich seine Malerei vermehrt auch religiösen Themen zu. 1903 bis 1907 wohnte er in Hauterive bei Neuenburg und verlegte anschliessend seinen Hauptwohnsitz erneut nach Paris. 1909 beauftragte ihn die Schweizerische Nationalbank mit der Gestaltung der 500- und 1000-Franken-Note. Von ihm stammt auch der Entwurf einer Darstellung der Bergpredigt auf den Chorfenstern der reformierten Kirche von Herzogenbuchsee von 1912 und ein heute verschollenes Panorama der Jungfrau, das in Zusammenarbeit mit Auguste Baud-Bovy und François Furet für die Weltausstellung in Chicago und die Schweizerische Landesausstellung von 1896 in Genf entstanden war. Während des Ersten Weltkriegs residierte Burnand auf dem Landsitz der Familie in Sépey im Kanton Waadt und widmete sich der Landschaftsmalerei, dabei entstand sein Hauptwerk Labour dans le Jorat. Nach dem Ende des Krieges war es ihm erneut möglich, sich in Paris niederzulassen, wo er 1921 starb. 1922 erschien posthum eine Sammlung von Pastell-Portraits von Soldaten, mit dem Titel Les alliés de la guerre des nations, in Druckausgabe. Seine Heimatstadt Moudon widmete ihm ein Museum im alten Herrenhaus. Es zeigt in mehreren ehemals privaten Wohnräumen Burnands überwiegend grossformatigen Gemälde, darunter ländliche Genreszenen, Werke der christlichen Ikonografie und Historienmalerei.

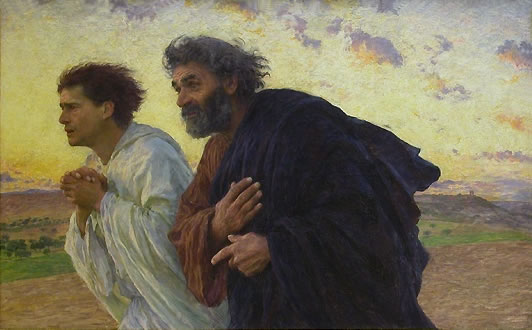
Die Jünger Johannes und Petrus, am Morgen nach der Auferstehung zum Grab laufend (1898)

## Bildauswahl

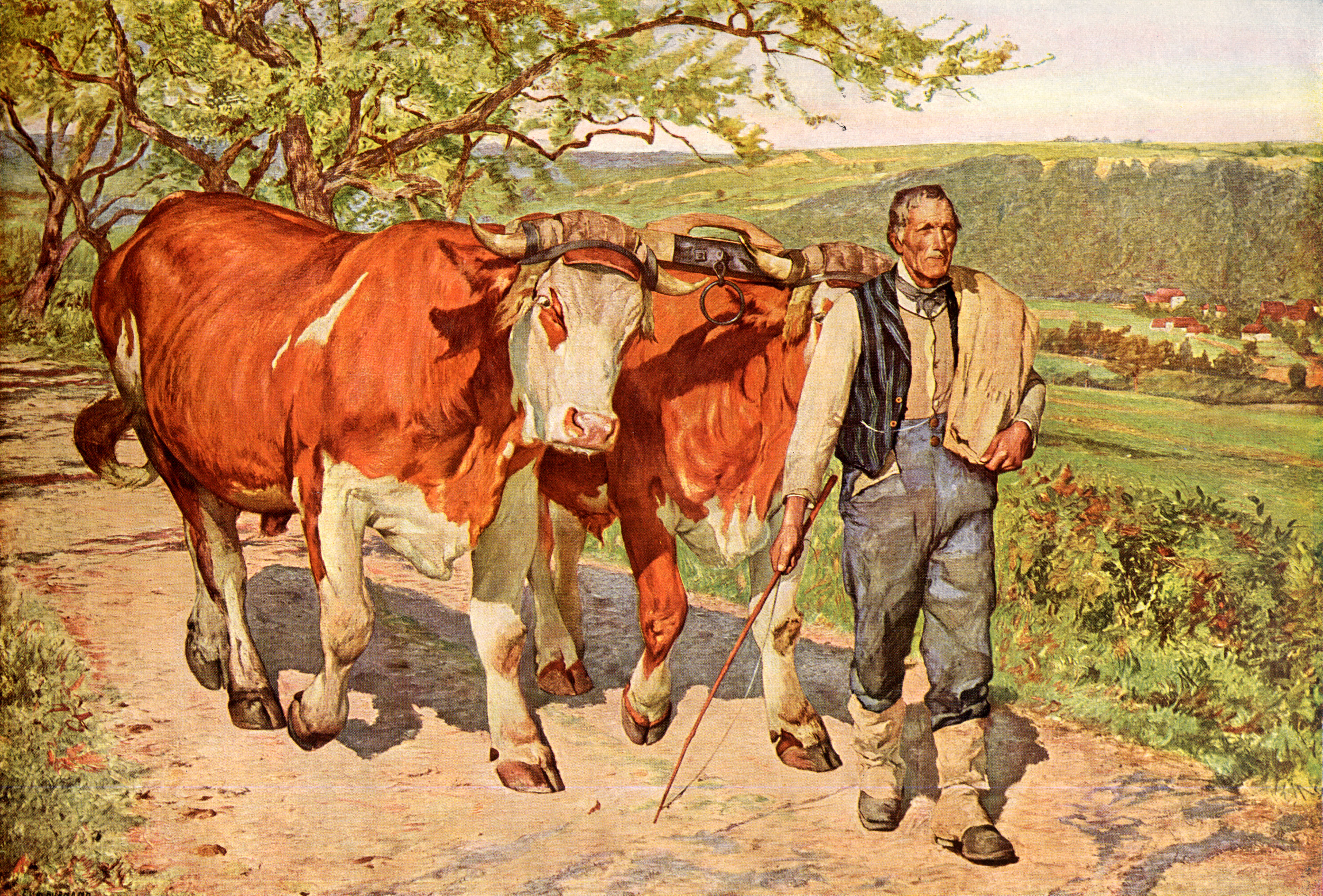
Der Landmann
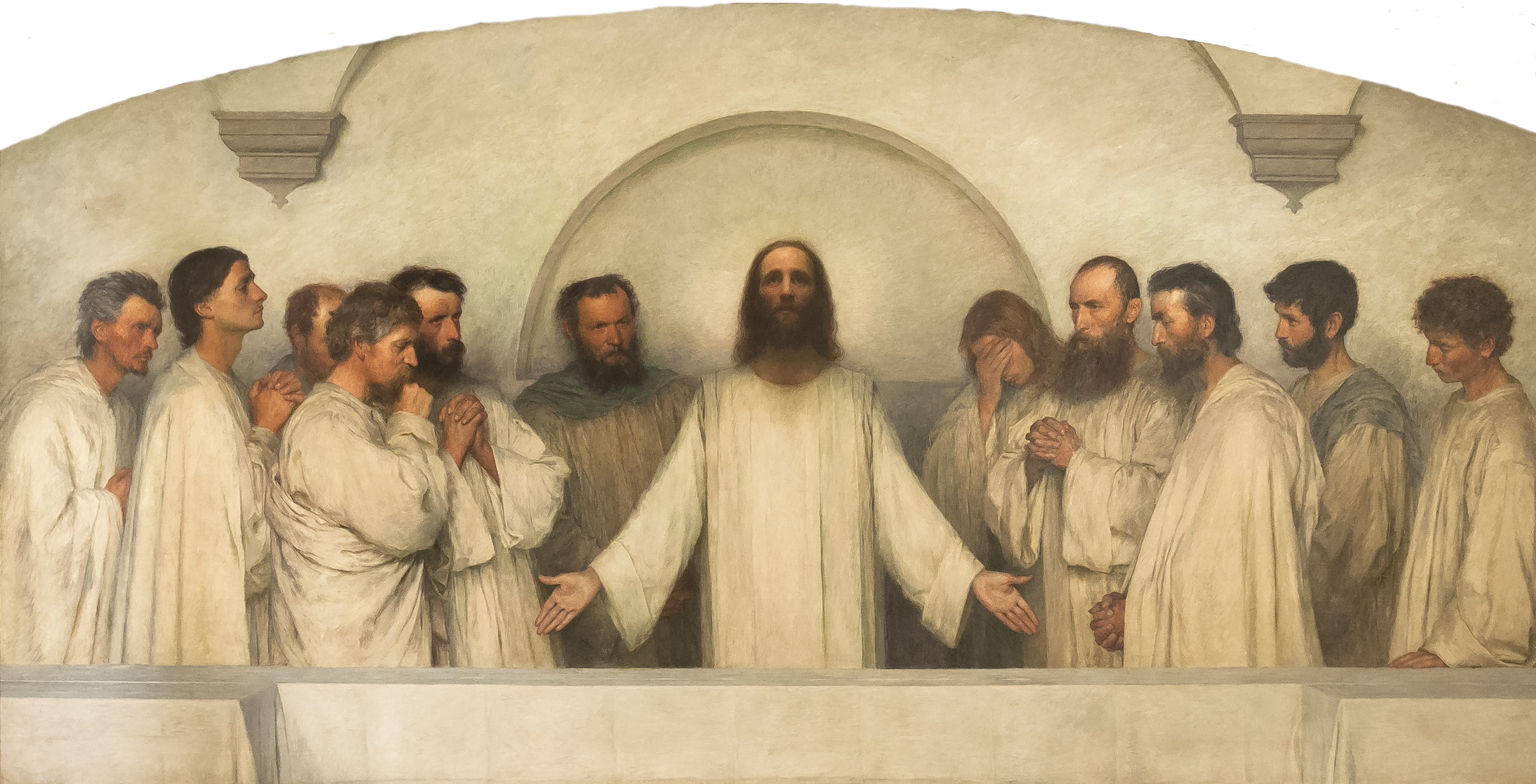
Das hohepriesterliche Gebet
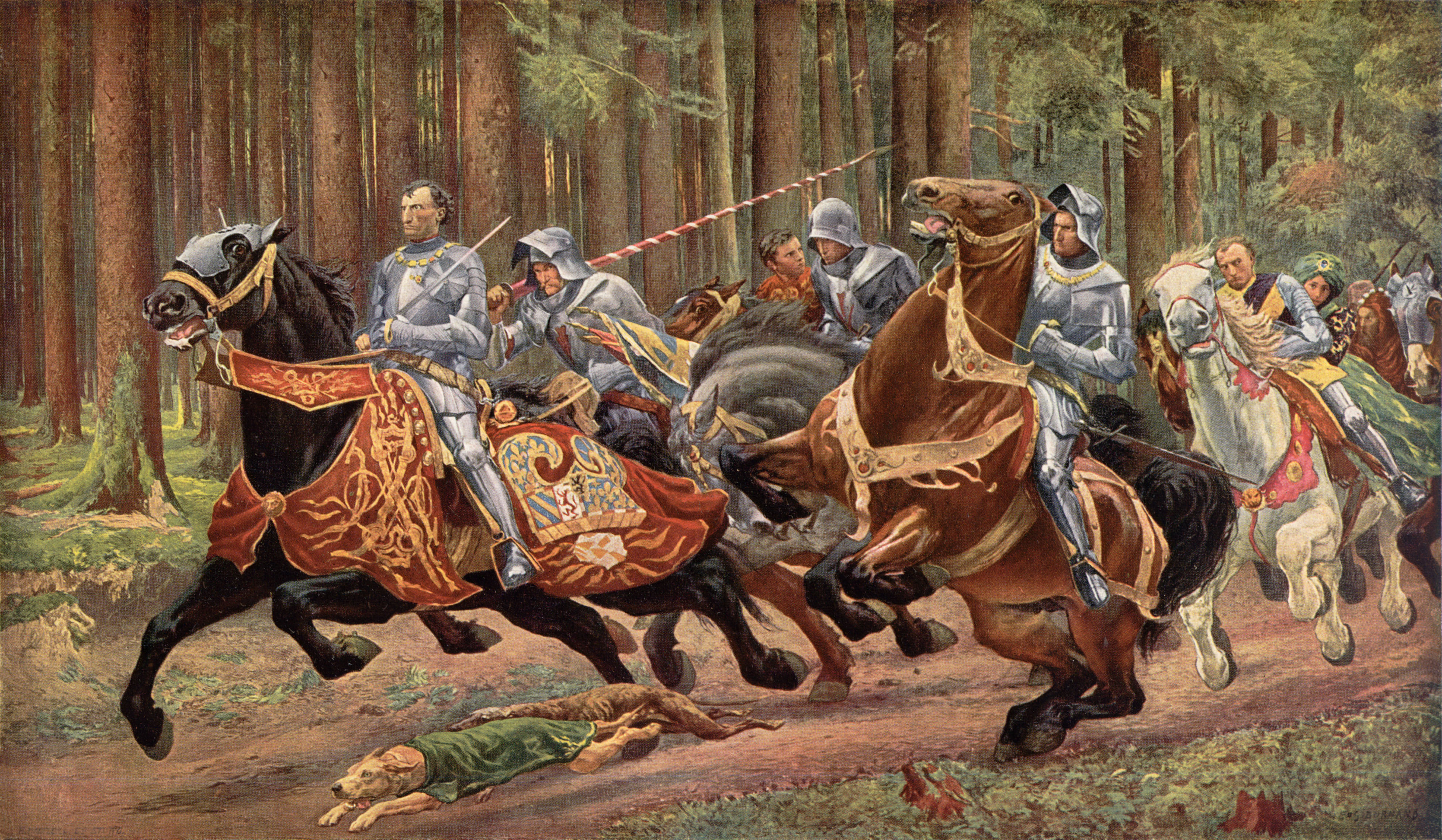
Die Flucht Karls des Kühnen
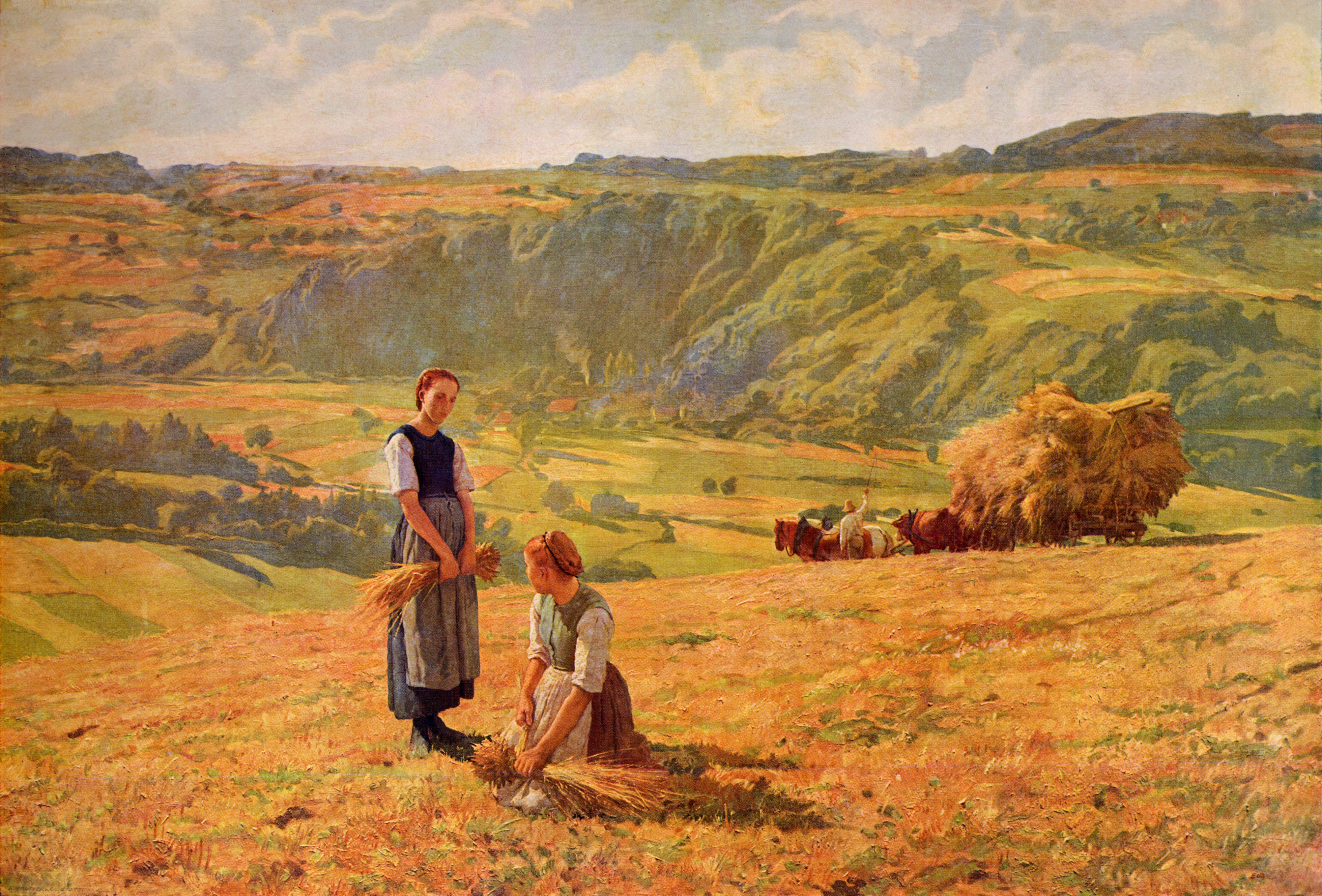
Die Ährenleserinnen